# Zelenaja Rossija
Zelené Rusko (rusky Зеленая Россия) je koalice 18 politických organizací v Rusku, které prosazují zelenou politiku. Vznikla v roce 1995 a spojily se v ní mj. Ruská strana zelených, Unie veřejných ekologických nadací, Celoruská společnost pro ochranu přírody, Ekologická akademie, Ženské ekologické shromáždění, Federace nezávislých obchodních svazů apod.